# Perroy
Perroy é uma comuna francesa na região administrativa de Borgonha-Franco-Condado, no departamento Nièvre. Estende-se por uma área de 21,1 km². Em 2010 a comuna tinha 157 habitantes (densidade: 7,4 hab./km²).